# 전라남도의 민속문화재
전라남도 민속문화재는 지방민속문화재 중에서 전라남도 내에 있는 문화재를 의미한다.

## 지정목록
| 번호 | 사진 | 명칭                                                                        | 소재지                                                  | 관리자 (단체)             | 지정일                                                                     | 참조 |
| 1호  |      | 김덕령장군관곽및수의 (金德齡將軍棺槨및壽衣)                                 | 전남 전남전역 북구 용봉동 시립민속박물관, 금곡동 충장사 | 충장사, 시립민속박물관    | 1975년 4월 24일 지정, 1980년 4월 1일 해제, 중요민속문화재 제111호로 지정   |      |
| 2호  |      | 옥과성황당목조신상 (玉果城隍堂木造神像)                                     | 전남 곡성군 옥과면 옥과리 154-4                         | 옥과향교                  | 1976년 9월 30일 지정                                                       |      |
| 3호  |      | 영암월곡리전씨고택 (靈岩月谷里全氏古宅)                                     | 전남 영암군 군서면 월곡리 554-1                         | 전채수                    | 1978년 9월 22일 지정                                                       |      |
| 4호  |      | 영광연안김씨가 (靈光延安金氏家)                                             | 전남 영광군 군남면 동간리 166                           | 김석주                    | 1980년 6월 2일 지정, 1998년 1월 5일 해제, 중요민속문화재 제234호로 승격    |      |
| 5호  |      | 담양고재선가옥 (潭陽高在宣家屋)                                             | 전남 담양군 창평면 삼천리 366-1                         | 고재선                    | 1986년 2월 7일 지정                                                        |      |
| 6호  |      | 장흥 죽헌 고택 (長興 竹軒 古宅) 장흥위성룡가옥 (長興魏聖龍家屋)             | 전남 장흥군 관산읍 방촌리 101 (방촌리)                  | 위성룡                    | 1986년 2월 7일 지정, 2017년 12월 21일 명칭변경                             | ,    |
| 7호  |      | 장흥위성탁가옥 (長興魏聖卓家屋)                                             | 전남 장흥군 관산읍 방촌리 679                           | 위성탁                    | 1986년 2월 7일 지정, 2012년 4월 13일 해제, 중요민속문화재 제270호로 승격   |      |
| 8호  |      | 해남정명식가옥 (海南鄭明植家屋)                                             | 전남 해남군 황산면 우항리 291                           | 정명식                    | 1986년 2월 7일 지정                                                        |      |
| 9호  |      | 나주홍기창가옥 (羅州洪起昌家屋)                                             | 전남 나주시 다도면 풍산리 177                           | 홍기창                    | 1986년 2월 7일 지정                                                        |      |
| 10호 |      | 나주홍기종가옥 (羅州洪起宗家屋)                                             | 전남 나주시 다도면 덕동리 152                           | 홍기종                    | 1986년 2월 7일 지정                                                        |      |
| 11호 |      | 나주김효병가옥 (羅州金孝炳家屋)                                             | 전남 나주시 왕곡면 송죽리 226                           | 김효병                    | 1986년 2월 7일 지정                                                        |      |
| 12호 |      | 무안정득수가옥 (務安丁得洙家屋)                                             | 전남 무안군 무안읍 성동리 874                           | 정득수                    | 1986년 2월 27일 지정, 1998년 10월 12일 해제, 해제사유 미상                 |      |
| 13호 |      | 무안박봉기가옥 (務安朴鳳基家屋)                                             | 전남 무안군 무안읍 매곡리 939                           | 박봉기                    | 1986년 2월 7일 지정, 2009년 4월 13일 해제, 해제사유 미상                   |      |
| 14호 |      | 영암현종식가옥 (靈岩玄宗植家屋)                                             | 전남 영암군 학산면 학계리 117-3                         | 현희선                    | 1986년 2월 7일 지정                                                        |      |
| 15호 |      | 보성이종선가옥 (寶城李鍾善家屋)                                             | 전남 보성군 보성읍 옥암리 582                           | 김금용                    | 1986년 2월 7일 지정                                                        |      |
| 16호 |      | 영암집영재 (靈岩集英齋)                                                     | 전남 영암군 학산면 은곡리 142-1                         | 영암군                    | 1986년 2월 7일 지정                                                        |      |
| 17호 |      | 쌍계사지장승 (雙溪寺址長생)                                                 | 전남 영암군 금정면 남송리 18-2                          | 영암군                    | 1986년 2월 7일 지정                                                        |      |
| 18호 |      | 영암죽정리국장승 (靈岩竹亭里國長생)                                         | 전남 영암군 군서면 도갑리 산114-4                       | 영암군                    | 1986년 2월 7일 지정                                                        |      |
| 19호 |      | 영암소전머리황장승 (靈岩소전머리皇長생)                                     | 전남 영암군 군서면 동구림리 433-3                       | 군서면                    | 1986년 9월 29일 지정                                                       |      |
| 20호 |      | 영암메밀방죽옆장승 (靈岩메밀방죽옆長생)                                     | 전남 영암군 군서면 서구림리 산58-1                      | 영암군                    | 1986년 9월 29일 지정                                                       |      |
| 21호 |      | 도갑사석장승                                                                | 전남 영암군 군서면 도갑리 42-2                          | .                         | 1986년 9월 29일 지정, 1991년 9월 15일 해제, 도난으로 지정 해제             |      |
| 22호 |      | 영광이규헌가옥 (靈光李奎憲家屋)                                             | 전남 영광군 묘량면 묘량로4길 36                         | 이동혁                    | 1987년 6월 1일 지정                                                        |      |
| 23호 |      | 총지사지석장승 (摠持寺址石長栍)                                             | 전남 무안군 몽탄면 대치리 543-1                         | 대치리                    | 1987년 6월 1일 지정                                                        |      |
| 24호 |      | 법천사석장승 (法泉寺石長생)                                                 | 전남 무안군 몽탄면 달산리 144-1                         | 법천사                    | 1987년 6월 1일 지정                                                        |      |
| 25호 |      | 무안성남리석장승 (務安城南里石長생)                                         | 전남 무안군 무안읍 성남리 산 4-1                        | 무안군                    | 1987년 6월 1일 지정                                                        |      |
| 26호 |      | 영광신호준가옥 (靈光辛鎬俊家屋)                                             | 전남 영광군 영광읍 입석길1길 151-16                     | 신호준                    | 1988년 12월 21일 지정                                                      |      |
| 27호 |      | 성황신김총영정 (城隍神金摠影幀)                                             | 전남 순천시 주암면 주암리 산32                          | 순천김씨종중              | 1988년 12월 21일 지정                                                      |      |
| 28호 |      | 해남윤씨영모당 (海南尹氏永慕堂)                                             | 전남 강진군 도암면 계라리 707                           | 해남윤씨종중              | 1990년 2월 24일 지정                                                       |      |
| 29호 |      | 해남윤씨추원당 (海南尹氏追遠堂)                                             | 전남 강진군 도암면 강정리 82                            | 해남윤씨덕정동문중        | 1990년 2월 24일 지정                                                       |      |
| 30호 |      | 승주조순탁가옥 (昇州趙淳卓家屋)                                             | 전남 순천시 주암면 주암리 821                           | 조권용                    | 1990년 2월 24일 지정                                                       |      |
| 31호 |      | 순천 정헌재 (順天 靖獻齋)                                                   | 전남 순천시 주암면 주암리 217                           | 옥천조씨문중              | 1994년 12월 5일 지정                                                       |      |
| 32호 |      | 나주문바위문암 (羅州文바위文巖)                                             | 전남 나주시 남평면 풍림리 산112                         | 나주시                    | 1995년 12월 26일 지정                                                      |      |
| 33호 |      | 장흥방촌리석장승 (長興傍村里石長승)                                         | 전남 장흥군 관산읍 방촌리 578-1외                       | .                         | 1999년 2월 26일 지정, 2013년 6월 14일 해제, 중요민속문화재 제275호로 승격  |      |
| 34호 |      | 보성당촌별신당집및당제 (寶城堂村別神堂집및堂祭)                             | 전남 보성군 복내면 봉천리 산 706(당촌마을)              | 보성군                    | 2000년 12월 29일 지정                                                      |      |
| 35호 |      | 영암조종수가옥 (靈巖曺鐘洙家屋)                                             | 전남 영암군 군서면 서구림리 332                         | 조종수                    | 2001년 6월 5일 지정                                                        |      |
| 36호 |      | 담양미암사당 (潭陽眉巖祠堂)                                                 | 전남 담양군 대덕면 장산리 213                           | 유근영                    | 2001년 9월 27일 지정                                                       |      |
| 37호 |      | 담양고재환가옥 (潭陽高在煥家屋)                                             | 전남 담양군 창평면 삼천리 155-1 외                      | 고재환                    | 2001년 9월 27일 지정                                                       |      |
| 38호 |      | 장흥 죽암 고택 (長興 竹菴 古宅) 장흥 위성렬가옥 사당 (長興 魏聖烈家屋 祠堂) | 전남 장흥군 관산읍 방촌리 69-1 (방촌리)                 | 위성렬                    | 2002년 11월 27일 지정 2017년 12월 21일 명칭변경                            | ,    |
| 39호 |      | 장흥위봉환가옥 (長興魏鳳煥家屋)                                             | 전남 장흥군 관산읍 방촌리 461                           | 위봉환                    | 2002년 11월 27일 지정, 2012년 4월 13일 해제, 중요민속문화재 제269호로 승격 |      |
| 40호 |      | 화순이경휴가옥 (和順 李京休 家屋)                                           | 전남 화순군 도곡면 죽청리 367-1                         | 이경휴                    | 2004년 9월 20일 지정                                                       |      |
| 41호 |      | 창평장전이씨고택 (昌平 長田 李氏古宅)                                       | 전남 담양군 창평면 장화리 장전마을 498                  | 이준                      | 2008년 4월 11일 지정                                                       |      |
| 42호 |      | 창평춘강고정주고택 (昌平 春崗 高鼎柱古宅)                                   | 전남 담양군 창평면 삼천리 411                           | 고영인                    | 2008년 4월 11일 지정                                                       |      |
| 43호 |      | 장흥호계리별신제와동계문서 (長興 虎溪里 別神祭와 洞契文書)                  | 전남 장흥군 부산면 호계리 621                           | 사)장흥호계리별신제보존회 | 2008년 4월 11일 지정                                                       |      |
| 44호 |      | 여수 영당지 (麗水 影堂址)                                                   | 전남 여수시 어항단지로 222-32(남산동)                   | 여수시장                  | 2008년 12월 26일 지정                                                      |      |
| 45호 |      | 여수 악공청 관련자료일괄 (麗水 樂工廳 關聯資料一括)                         | 전남 여수시 돌산읍 우두리 1049                          | 여수시장                  | 2008년 12월 26일 지정                                                      |      |
| 46호 |      | 장흥 방촌리 근암고택 (長興 傍村里 勤庵古宅)                                 | 전남 장흥군 관산읍 방촌리(내동마을) 504                 | 위성환                    | 2010년 8월 27일 지정                                                       |      |
| 47호 |      | 강진 효정재 (康津 孝亭齋)                                                   | 전남 강진군 대구면 계율리 717 (계율길 31-7)             | 조종원                    | 2012년 10월 26일 지정                                                      |      |
| 48호 |      | 보성 충의당 (寶城 忠義堂)                                                   | 전남 보성군 보성읍 보성리 751-3                         | 선상규                    | 2012년 12월 20일 지정                                                      |      |
| 49호 |      | 장흥 백수장 별묘 (長興 白壽長 別廟)                                         | 전남 장흥군 용산면 상금길 24-62(상금리 579)             | 수원백씨가현충의공파문중  | 2019년 12월 26일 지정                                                      |      |
| 50호 |      | 장성 추원재 (長城 追遠齋)                                                   | 전남 장성군 남면 검정길 96-7(행정길 334) 외 1필지       | 양성이씨종중              | 2019년 12월 26일 지정                                                      |      |